# Rejon peczeniski
Rejon peczeniski – jednostka administracyjna wchodząca w skład obwodu charkowskiego Ukrainy.
Utworzony w 1923, ma powierzchnię 468 km² i liczy 11 tysięcy mieszkańców. Siedzibą władz rejonowych są Peczenihy.
Na terenie rejonu znajduje się 1 osiedlowa rada i 4 silskie rady, liczące w sumie 11 wsi.